# James A. Johnson
Pour les articles homonymes, voir James Johnson et Johnson.
James Arthur Johnson, né le 24 décembre 1943 à Benson (Minnesota) et mort le 18 octobre 2020 à Washington, est une figure du Parti démocrate américain, et ancien président de Fannie Mae.
De 2001 à 2020, il est vice-président de la banque Perseus LLC.
Il est membre du comité de direction du groupe Bilderberg.